# تنئی، فوکوشیما
تنئی، فوکوشیما (به لاتین: Ten'ei, Fukushima) یک منطقهٔ مسکونی در ژاپن است که در استان فوکوشیما واقع شده‌است. تنئی ۲۲۵٫۵۶ کیلومتر مربع مساحت و ۵٬۸۱۵ نفر جمعیت دارد.